# Christopher Davies
Christopher Davies, född den 29 juni 1946, är en brittisk seglare.
Han tog OS-guld i Flying Dutchman i samband med de olympiska seglingstävlingarna 1972 i München.